# Olaf Sundermeyer

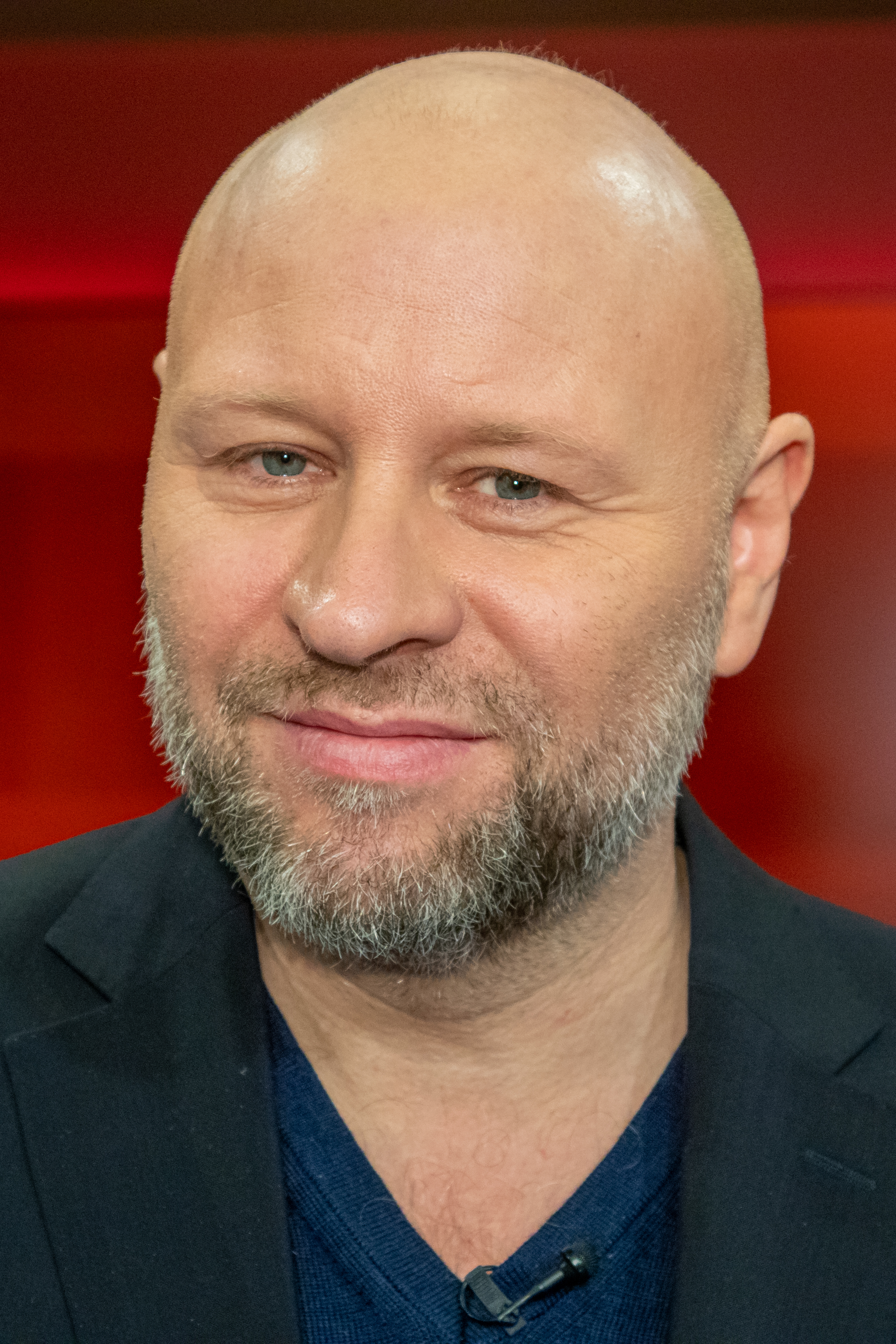
Olaf Sundermeyer (2019)

Olaf Sundermeyer (* 1973 in Dortmund) ist ein deutscher Journalist, Fernsehreporter und Buchautor. Seine Themenschwerpunkte sind Extremismus und Innere Sicherheit.

## Leben und Wirken
Sundermeyer wurde nach dem Abitur 1992 in Dortmund Pionier bei der Bundeswehr. Danach studierte er Rechtswissenschaften an der Ruhr-Universität Bochum und Journalistik an der Universität Dortmund, jeweils ohne Abschluss.
Er war unter anderem tätig als Gastwirt in Dortmund, im Tourismus (Tourguide USA), im Bundestag (ein Jahr Mitarbeiter einer sächsischen Abgeordneten), als Radioreporter beim RBB und als freier Auslandskorrespondent in Warschau.
Während eines Aufenthaltes in Kuba studierte er in Havanna Kommunikationswissenschaften. Im Anschluss an sein zweijähriges Volontariat bei der Hessischen/Niedersächsischen Allgemeinen (HNA) in Kassel wurde er Journalist. Seitdem ist er für überregionale Redaktionen in Printmedien, wie der Frankfurter Allgemeinen Zeitung (FAZ), im Hörfunk und im Fernsehen tätig.
Seine Stammredaktion ist seit 2012 beim Rundfunk Berlin-Brandenburg (RBB). Themen der inneren Sicherheit, wie Extremismus, Kriminalität und Gewalt im Fußball, Hooliganismus, Clan-Kriminalität sind sein journalistisches Fachgebiet. Arbeitsschwerpunkte waren auch Pegida, HoGeSa sowie das NPD-Verbotsverfahren.
Er gilt als Gegner eines NPD-Parteiverbots. In den letzten Jahren war er häufiger Teilnehmer von Talkshows. Sundermeyer ist Autor mehrerer Bücher und lebt in Berlin.

## Auszeichnungen
- 2014: Deutsch-Polnischer Tadeusz-Mazowiecki-Journalistenpreis

## Schriften (Auswahl)
Monografien
- mit Christoph Ruf: In der NPD. Reisen in die National Befreite Zone. Beck Verlag, München 2009, ISBN 978-3-406-58513-5.
- Der Pott. Warum das Ruhrgebiet den Bundeskanzler bestimmt und Schalke ganz sicher Deutscher Meister wird. Beck, München 2009, ISBN 978-3-406-59134-1.
- Tor zum Osten. Besuch in einer wilden Fußballwelt. Verlag Die Werkstatt, Göttingen 2012, ISBN 978-3-89533-853-3.
- Rechter Terror in Deutschland. Eine Geschichte der Gewalt. Beck, München 2012, ISBN 978-3-406-63844-2.
- Bandenland. Deutschland im Visier von organisierten Kriminellen (= C.H.Beck Paperback. Nr. 6278). 2. Auflage. C. H. Beck, München 2017, ISBN 978-3-406-70754-4.
- Gauland. Die Rache des alten Mannes. Beck, München 2018, ISBN 978-3-406-72710-8.

Beiträge in Sammelbänden
- PEGIDA und die Radikalisierung von rechts – Beobachtungen einer menschenfeindlichen Bewegung. In: Andreas Zick, Beate Küpper: Wut, Verachtung, Abwertung. Rechtspopulismus in Deutschland. Hrsg. für die Friedrich-Ebert-Stiftung von Ralf Melzer und Dietmar Molthagen, Dietz Verlag, Bonn 2015, ISBN 978-3-8012-0478-5, S. 167–177.

## Filmografie
- 2015: Hauptstadt der Diebe
- 2015: Dunkles Deutschland – die Front der Fremdenfeinde
- 2017: Die Stunde der Populisten. rbb Fernsehen[3]